# Torneos (empresa)
Torneos (anteriormente conocida como «TyC» o «Torneos y Competencias») es una productora de contenidos audiovisual y organización de origen argentino dedicada a la transmisión de eventos deportivos, creada por el empresario paraguayo Carlos Ávila en 1982.
Actualmente la empresa posee la revista digital El Gráfico, la señal TyC Sports en un 50% y produce las señales de DSports, DNews, DSports Radio y Win Sports. Además produce la transmisión de la Liga Profesional de Fútbol y programas para TNT Sports y eltrece. Tiene su sede en el barrio de Monserrat, Buenos Aires.

## Historia y accionistas

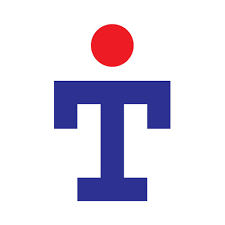
Logo de Torneos entre 1994 y 2012.

Torneos inició sus actividades en los medios de comunicación en 1982, con un programa sobre golf. Desde entonces, ha producido y puesto en el aire programas como El deporte y el hombre, Tenis de Primera, Fútbol de primera y La magia de la NBA. El avance de las comunicaciones, la aparición de la televisión satelital y el aumento de la frecuencia de los espectáculos deportivos fueron la posibilidad estratégica que Torneos supo capitalizar hasta finalmente convertirse en un sinónimo de difusión y promoción del deporte en la Argentina.[cita requerida]
El programa emblema de la productora fue Fútbol de primera, transmitido desde 1985 hasta 2009. En las dos horas que duraba el programa, se presentaba un resumen de los partidos y se repetían los goles de la última fecha del torneo de Primera División, todo ello acompañado por elaboradas grabaciones y musicalizaciones que buscaban reflejar el contexto de cada encuentro. El programa tomó gran relevancia tras el acuerdo firmado entre Torneos y la AFA, que impedía a los demás programas de televisión transmitir imágenes del fútbol argentino hasta el día lunes a las 00:00, o sea una vez terminado Fútbol de primera. Incluso la competencia debía pedirle permiso a Torneos para entrar a la cancha, y la empresa se reservaba el derecho de admisión y permanencia.
A través de varias empresas afiliadas, Torneos participa en el canal de televisión TyC Sports, comercializa derechos para la televisación de eventos y es dueña de la revista deportiva El Gráfico. En 2008, rodó su primer proyecto cinematográfico y comenzó a incursionar en el desarrollo y la producción de ficciones, tarea que profundizó en los últimos años con la producción de series como Impostores y Maltratadas y proyectos como La voz Argentina.
Sus principales activos son los contratos a largo plazo firmados con la Asociación del Fútbol Argentino (AFA), Confederación Sudamericana de Fútbol (CONMEBOL) y la Federación Internacional de Fútbol Asociado (FIFA). Los mismos disponen de la exclusividad de los derechos para la televisación de Campeonatos de Fútbol Regionales de América Latina y Mundiales, en forma directa o en asociación con otras empresas locales e internacionales. A raíz del escándalo de corrupción en la FIFA desatado en 2015 el ex CEO de Torneos, es juzgado por pagar sobornos y coimas a directivos de la Federación Internacional de Fútbol, la Asociación del Fútbol Argentino (AFA) y Conmebol, para eliminar a posibles competidores por estos permisos para difundir eventos deportivos, también se investiga un posible armado extorsivo con las empresas de cable del Grupo Clarín y los responsables del holding y la AFA, que derivó en la presión para comprar más de 150 cableras del interior del país.
En 2012 TyC cedió sus derechos a la firma Torneos&Traffic Sports Marketing BV, con sede en Países Bajos. Detrás de esta firma neerlandesa, Mossack Fonseca interpuso Medak Holding Ltd., registrada en Chipre, que a su vez estaba controlada por la firma uruguaya Henlets Group.La firma neerlandesa, con licencia televisiva en mano cedida por T&T, intermediaba en la venta de los derechos. Por ejemplo, negoció millonarios giros con la cadena brasileña TV Globo, que se depositaban en el ING Bank de Ámsterdam. Negociaron contratos entre 2004 y 2019, a un promedio de $10 millones.

### Apogeo

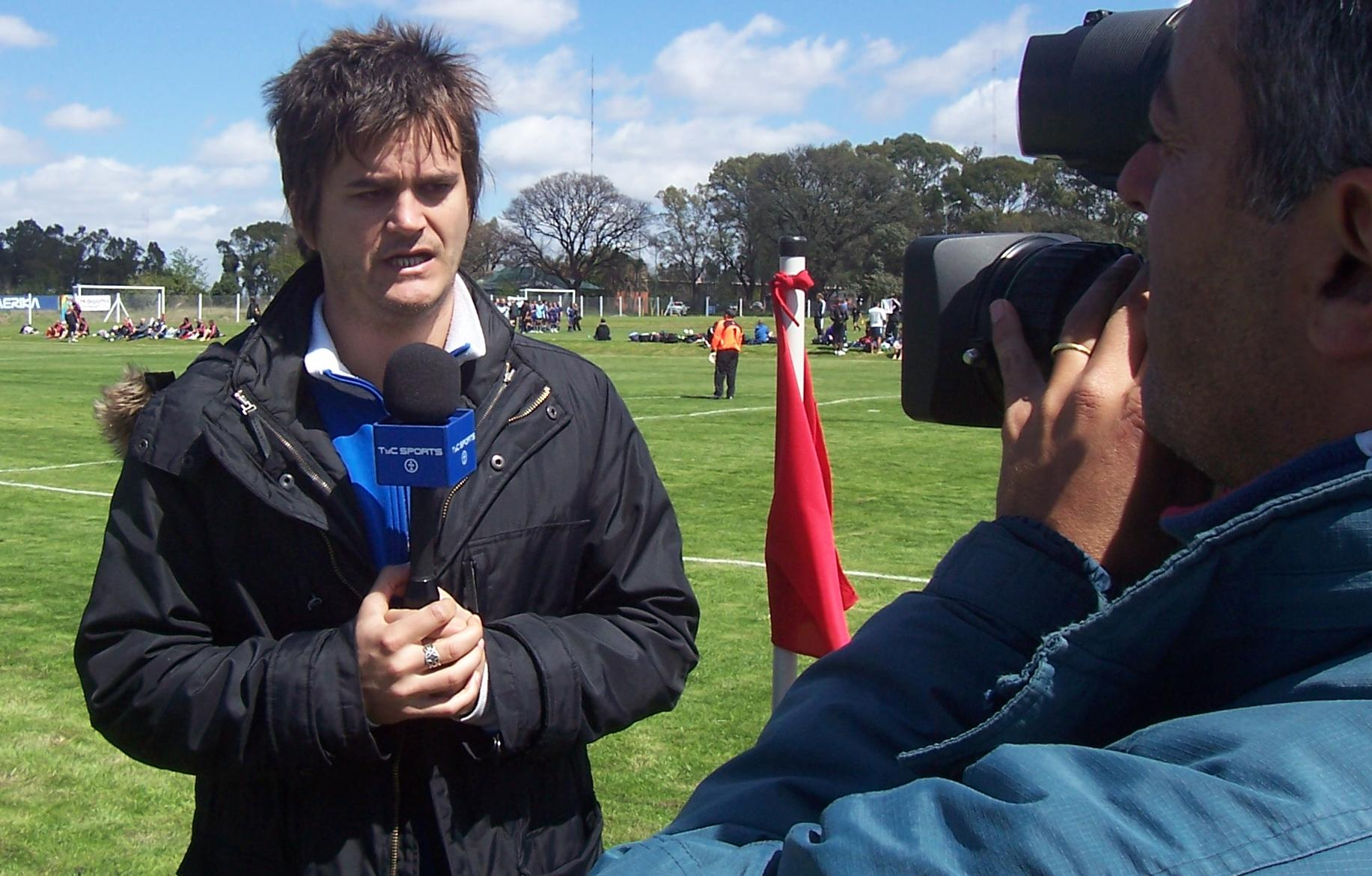
Periodista del canal TyC Sports.

En aquel momento, la empresa Televisión Satelital Codificada (TSC), una filial de TyC, le ganó la pulseada a la empresa Recova Producciones, que también pujaba por adueñarse del fútbol. Los contratos eran acordados directamente por Julio Grondona, ya que la AFA ni en 1991 ni en los años posteriores, realizó licitación alguna para comparar ofertas. Se había formado una sociedad de hecho, entre Julio Grondona y TSC, que beneficiaba a ambas partes, ya que en los momentos críticos, Julio Grondona recibía suficiente apoyo del grupo empresario como para poder manejar la economía de la AFA, fortaleciendo así su posición dominante dentro de la institución. A cambio, Grondona le aseguraba la continuidad del negocio a TSC,  entregando los derechos sin licitación, Así, en pocos años, Carlos Ávila construyó un emporio mediático, que llegó a incluir participaciones en Editorial Atlántida, América TV, Fox Sports, La Red y Ámbito Financiero. 
El contrato firmado con la AFA le permitió a la productora de Ávila y Nofal ir sumando socios como el Grupo Clarín. Ambas empresas formaron Tele Red Imagen S.A. (TRISA), una sociedad que se dedicaría a comercializar eventos deportivos. Esta empresa fue adquiriendo derechos para la transmisión de diversos eventos deportivos nacionales e internacionales. La existencia de un mercado de televisión por suscripción atractivo aún en incipiente etapa de desarrollo, sumado a razones operativas y a una creciente audiencia para los eventos deportivos, decidió la creación de TyC Sports, el primer canal argentino dedicado 24 horas exclusivamente a deportes. La nueva empresa pertenecía en mitades iguales a Torneos y al Grupo Clarín.
De este modo quedó establecido un nuevo sistema televisivo para el deporte en la Argentina: la gran mayoría de los encuentros oficiales se televisaban en vivo por TyC Sports, mientras que los eventos bajo el modo de televisión codificada –Pago por evento–, se transmitían en directo por la señal de TyC Max. Ninguna emisora podía retransmitir las imágenes de los partidos hasta que finalizara la emisión del resumen semanal Fútbol de Primera que iban por las señales de El Trece de Buenos Aires y TyC Sports. Existieron detractores de este acuerdo de transmisión, como por ejemplo el periodista y relator uruguayo Víctor Hugo Morales.
En 1996, se renovó el contrato firmado entre la AFA y TSC (el Grupo Clarín se incorporó como socio). La fecha de caducidad del vínculo, acordada por las partes, fue 2014.
En 1998, la empresa, en pleno crecimiento, decidió centralizar el funcionamiento de todas sus áreas de trabajo en un moderno edificio ubicado en Balcarce 520, en pleno barrio de Monserrat, a pocas cuadras de la Plaza de Mayo.
Poco después, en 2001, cuando se produjo la quiebra del canal PSN, poseedora de los derechos de televisación de la Copa Libertadores, Luis Nofal jugó un papel trascendental acercando una propuesta económica a la Conmebol para adquirir los derechos de sus competencias continentales.

### El declive
En el ámbito local, la situación de los clubes era cada vez más delicada, por lo que los dirigentes exigían mayores aportes de TSC (50% correspondía a Torneos y el otro 50% a Clarín). Según la AFA, las empresas de televisión por cable (Cablevisión y Multicanal) del Grupo Clarín, habían obtenido grandes utilidades económicas, por lo que un leve aumento en los abonos no las perjudicaría. La situación era compleja debido a que Multicanal pertenecía a Clarín, y esta a su vez tenía participación en CableVisión. Si bien el contrato entre la AFA y TSC tenía vigencia hasta 2014, el acuerdo de precios llegaba hasta mediados de 2007, momento en el cual las partes debían llegar a un arreglo o ir a la justicia.
En octubre de 2006, considerando su tarea cumplida y con la empresa TSC atravesando un futuro incierto, Carlos Ávila decide alejarse de la dirección de Torneos. Además, cabe destacar que simultáneamente estaba ejerciendo la presidencia de América TV y la de la señal deportiva Golf Channel. Ávila, habría sido persuadido por su socio y amigo, Luis Nofal, para abandonar la empresa y vender sus acciones, las cuales terminaron siendo compradas por él mismo. Esto generó un gran conflicto entre los exsocios: Nofal quedó como Presidente de TSC y dueño de un cuarto de sus acciones. Además, Ávila se habría visto persuadido también por Alejandro Burzaco, quien más tarde tomaría las riendas de la empresa.
Poco después, en 2007, vencían los mencionados contratos de precios para la televisación del fútbol, y allí es que Ávila, alejado ya de Torneos, le propone a Julio Grondona recuperar esos derechos y crear una señal exclusiva de la AFA (AFA TV), incluyendo además la unificación de categorías para federalizar el fútbol. Ávila estimó que se podría alcanzar una facturación de 200 millones de dólares al año con este nuevo proyecto, sin embargo, la propuesta de Ávila atacaba directamente a los intereses del Grupo Clarín, y la idea finalmente no prosperó.

### Rescisión de los derechos de la Primera División argentina
En julio de 2009, debido a una crisis económica que afectaba a varios clubes de la Primera División del fútbol argentino, la AFA buscó nuevos medios de financiamiento. El titular de la AFA, Julio Grondona, pidió a las autoridades de TSC modificar el contrato de transmisión televisiva para que la AFA recibiera 720 millones de pesos argentinos por temporada, cuando en la última temporada cobró $230 millones. La solicitud fue rechazada por TSC.
Luego, Grondona recibió una oferta del gobierno para que el Sistema Nacional de Medios Públicos –después fue sustituido por Radio y Televisión Argentina, creado tras la sanción de la  Ley de Servicios de Comunicación Audiovisual– reemplazó a TSC en la emisión de los campeonatos. Cabe destacar que Cristina Fernández de Kirchner, presidenta en aquel momento, estaba públicamente enfrentada al Grupo Clarín, integrante de TSC.
El 11 de agosto de 2009, el secretario ejecutivo de la Asociación del Fútbol Argentino (AFA), José Luis Meiszner determinó la rescisión de contrato con el Grupo Clarín, anunció que la AFA "entablaría una demanda millonaria por el lucro cesante de su mala gestión". rompió unilateralmente el contrato con TSC, acusando a la compañía de Torneos y Clarín de incumplimiento del acuerdo Luego, la AFA inició una demanda por lucro cesante contra TSC, mientras que a Torneos le rechazaron la solicitud de una medida cautelar por la cancelación del contrato. TSC demandó a la AFA por incumplimiento de contrato. La cifra pedida por TSC ronda los 5 mil millones.
A partir de la temporada 2009-2010, los partidos de la Primera División pasaron a ser emitidos por Canal 7 (canal del Estado Nacional) a través del programa «Fútbol para Todos», y sus imágenes pudieron ser retransmitidas por cualquier emisora y en cualquier momento, incluso compartiendo la transmisión en vivo con el canal de origen. Este hecho afectaba de lleno al programa Fútbol de Primera, cuyo fuerte era justamente la exclusividad en la transmisión de los goles. El programa salió igualmente al aire durante el Torneo Apertura 2009, incluyendo nuevas figuras y opiniones sobre los partidos, aunque sin cambiar demasiado su histórica esencia. El índice de audiencia se mantuvo constante en torno a los de 20 puntos de índice de audiencia. El último programa de 2009 no fue de despedida, sin embargo, estaba claro que el ciclo ya no tenía sentido sin la exclusividad de los goles y a Canal 13 tampoco le convenía mantenerlo, sobre todo ocupando un horario central de día domingo. Así, sin índice de audiencia y sin una despedida oficial, el clásico programa de los domingos simplemente no apareció en el Torneo Clausura 2010.

### Rescisión de los derechos de la Primera B Nacional argentina
Torneos siguió produciendo los partidos de la Primera B Nacional, hasta la segunda mitad de 2011, coincidiendo con el descenso de River Plate, cuando los derechos de televisación fueron rescindidos y adquiridos por Fútbol para todos. Torneos continuó con la producción de los partidos de la «B» Metropolitana. Así, los derechos de transmisión por televisión de la Primera División y la B Nacional, pasaron a pertenecer al Fútbol para todos.

### Recuperación de los derechos televisivos de la Primera División y la B Nacional
En diciembre de 2015, el presidente Mauricio Macri decidió devolver los derechos de la Primera B Nacional, que poseía el Estado Nacional a la AFA. Poco tiempo después Torneos llegó a un acuerdo con la asociación para adquirir la B Nacional y la Copa Argentina por (ARS) $120 millones. En 2017 tras el final del programa gubernamental Fútbol para todos, Torneos recupera los derechos de Primera División mediante los canales premium que son: Fox Sports Premium y TNT Sports, además de los canales básicos que son: TyC Sports Internacional (solo señales Panregional y USA), TNT y ESPN (señal Argentina).

## Fox Sports Latinoamérica (1997-2020)
Torneos también tuvo a su cargo la producción de Fox Sports Latinoamérica (parte de la cadena Fox) para todo el «Cono Sur», desde sus propios estudios de televisión ubicados en el edificio de la calle Balcarce 520 (Buenos Aires). El canal Fox Sports funcionaba las 24 horas del día en el idioma español y mostraba una amplia variedad de eventos deportivos, como fútbol (Copa Libertadores, Supercopa de Europa, Primeira Liga, Serie A, MLS), Fórmula 1, NASCAR, Lega Basket Serie A (solo finales), Tenis de la ATP, UFC, WWE y más en las señales Sur (Argentina, Bolivia, Colombia, Ecuador, Paraguay, Perú, Uruguay y Venezuela), Chile (premium) y Chile (básica), mientras que el «Cono Norte» (México, Centroamérica y el Caribe) tenía contenidos separados de la señal Cono Sur debido a que su centro de producción se encuentra en la Ciudad de México. Además, Brasil también contó con su propia señal de Fox Sports, desde donde se transmitieron eventos deportivos 24 horas por día en el idioma portugués. La sede de este canal se encontraba en la ciudad de Río de Janeiro. Debido a la venta de 21st Century Fox a The Walt Disney Company en 2019, Disney adquirió prácticamente todos los activos de la compañía, incluyendo los canales internacionales de Fox Sports por ello a partir del 2020 Torneos dejó de producir contenidos para esta señal (Aunque hubo producciones de contenidos exclusivos para Chile en 2021).[cita requerida]

### Televisión de paga
- TyC Sports, TyC Sports 2, TyC Sports 3 y TyC Sports Internacional (tres señales, dos para Argentina y la otra para el resto de Latinoamérica. Además cuenta con una señal Norteamericana dirigida hacia la audiencia hispana radicada en Estados Unidos y Puerto Rico) (50% Torneos y Grupo Clarín)
- América Sports (Torneos producía a este canal para todos los países de Argentina, Paraguay y Uruguay)[cita requerida]
- PSN (Torneos producía a este canal para todos los países de Latinoamérica[21] (excepto Brasil, los Estados Unidos, Canadá y el Caribe donde era producido por PanAmerican Sports LLC)[cita requerida]
- Fox Sports, Fox Sports 2, Fox Sports 3, Fox Sports Premium y Fox Premium (Torneos producía la versión de este canal para todos los países de Sudamérica (excepto Brasil))[cita requerida]
- Golf Channel (Torneos producía la versión de este canal para todos los países de Sudamérica[22] (excepto Bolivia, Brasil y Paraguay)[cita requerida]
- DSports, DSports 2, DSports+, DSports Fight,  DSports Brasil, DSports 2 Brasil, DSports 3 Brasil, Win Sports, Win+ Fútbol, DNews, OnDirecTV, DGO y SKY+ (Torneos produce la versión para siete países de Sudamérica (excepto Bolivia, Paraguay, Venezuela y México)[cita requerida]
- Liga Profesional de Fútbol Argentino, ESPN, ESPN Premium, TNT, TNT Sports, TyC Sports Internacional (Latinoamérica) y TyC Sports Internacional (USA) (Producción)
- CONMEBOL, FIFA, CBF, AFA, APF y AUF (Torneos también produce los eventos deportivos para siete países de Argentina, Brasil, Colombia, Paraguay, Perú, Chile y Uruguay)

## 1190 Sports
En 2023 se formó una empresa para operar los canales L1 y L1Max, centrados en los partidos de las ligas de fútbol profesional en Perú. Su actividad estuvo marcada por la controversia debido a la disputa de los derechos con Golperu, así como por el supuesto impago a algunos de los clubes.

## Escándalo de corrupción en la FIFA
El 27 de mayo de 2015 y a raíz del escándalo de corrupción en la FIFA, el CEO de Torneos y amigo de Julio Grondona, Alejandro Burzaco, fue inculpado en el caso de corrupción que investiga la Justicia de Estados Unidos. La justicia norteamericana a través de la Embajada de Estados Unidos en la Argentina, requirió su extradición a partir de un pedido de detención. Según Carlos Ávila, Burzaco se había convertido en la mano derecha de Julio Grondona. Burzaco, movió $370 millones a través de una red de sociedades montadas en varios paraísos fiscales para obtener los derechos televisivos de la Copa Libertadores durante 14 años.
El 29 de mayo de 2015, Interpol allanó las oficinas de Torneos para buscar información sobre un caso de corrupción y lavado de dinero por parte de la empresa que investiga el Departamento de Justicia de Estados Unidos.
El 2 de junio, Burzaco fue declarado prófugo e incluido en la web de criminales buscados por Interpol.
El 3 de junio, el titular de la agencia de recaudación argentina advirtió acerca de maniobras de evasión fiscal, sobornos, coimas y lavado de dinero que se está investigando en Estados Unidos que involucra a la empresa.
El 4 de junio, Ricardo Echegaray, titular de la AFIP, confirmó que se detectaron casos de fondos buitre que invirtieron en DirecTV y Torneos. Ese mismo día, Burzaco es removido de su cargo de CEO y es reemplazado por Juan Ripoll, quien se desempeñaba como director de operaciones de la productora. Ripoll quedó como CEO de Torneos hasta que la empresa eligió al sucesor definitivo de Burzaco. El 22 de junio, Ignacio Galarza es elegido nuevo CEO de la empresa, en lugar de Burzaco. El ex CEO de Torneos, se encuentra bajo arresto domiciliario en los Estados Unidos por la causa que investiga la corrupción teniendo que pagar fianza de $20 millones y se lo obligó a entregar su pasaporte y se lo incluyó en el sistema de monitoreo electrónico. Además, Burzaco debe solicitar permiso a las autoridades para viajar.

## Radio
- La Red Deportiva (1997-2000)
- DSports Radio (2022-presente)

## Música incidental
Durante muchos años y para la presentación de los programas de la empresa, se usaba el tema musical de los créditos finales de la película Blade Runner denominado End Titles, compuesto por Vangelis. Este mismo tema fue utilizado en los primeros años de Fútbol de Primera, el programa insignia de la productora.